# Pullman
Pullman er en by i delstaten Washington i den nordvestlige del af USA. Pullman har 27.030 indbyggere (2006).
Byen er beliggende i statens syd-østlige hjørne i amtet Whitman County. Amtet grænser op til delstaten Idaho.
Land-grant-universitetet Washington State University (WSU) ligger i byen.

## Eksterne links
- City of Pullman Arkiveret 27. oktober 2006 hos  Wayback Machine
- Whitman County
- Washington State University

46°44′N 117°10′V / 46.73°N 117.17°V